# Daniel Golubovic
Daniel Golubovic, né le 29 novembre 1993 à Torrance aux États-Unis, est un athlète australien spécialiste des épreuves combinées.

## Biographie
En 2022, Daniel Golubovic se classe 14e du décathlon des Championnats du monde, à Eugene, en établissant sa meilleure performance de l'année avec 8 071 pts. Deux semaines plus tard, il prend part au décathlon des Jeux du Commonwealth, à Birmingham, et y remporte la médaille d'argent (8 197 pts) derrière le Grenadin Lindon Victor.
Il se classe 12e du décathlon des championnats du monde 2023 à Budapest.

## Palmarès
| Date | Compétition           | Lieu       | Résultat | Épreuve   | Marque    |
| ---- | --------------------- | ---------- | -------- | --------- | --------- |
| 2022 | Championnats du monde | Eugene     | 14e      | Décathlon | 8 071 pts |
| 2022 | Jeux du Commonwealth  | Birmingham | 2e       | Décathlon | 8 197 pts |
| 2023 | Championnats du monde | Budapest   | 12e      | Décathlon | 8 141 pts |
| 2024 | Jeux olympiques       | Paris      | 19e      | Décathlon | 7 566 pts |

## Records
| Épreuve    | Points    | Lieu     | Date             |
| ---------- | --------- | -------- | ---------------- |
| Décathlon  | 8 336 pts | Brisbane | 19 décembre 2021 |
| Heptathlon | 5 433 pts | New York | 25 janvier 2019  |